# Slideväxter
Slideväxter (Polygonaceae) är en familj växter av ordningen Caryophyllales. I det äldre Cronquistsystemet var den ensamt placerad i ordningen Polygonales, men den ordningen finns inte längre. Det vetenskapliga namnet Polygonaceae kommer från frönas form; de har ett trekantigt tvärsnitt. 
Det finns ungefär 1150 arter i 51 släkten. De flesta arterna är örter, men det finns även träd och lianer. Slideväxterna förekommer främst i tempererade områden.
Ett äldre svenskt namn på familjen var slideknäväxter.

## Släkten
I Sverige förekommer följande släkten:
- bindor (Fallopia)
- bovete (Fagopyrum)
- dvärgsyror (Koenigia)
- fjällsyror (Oxyria)
- ormrötter (Bistorta)
- pilörter (Persicaria)
- rabarbrar (Rheum)
- skräppor (Rumex)
- sliden (Aconogonon)
- trampörter (Polygonum)